# Tossal del Manco (els Prats de Rei)
|  | Aquest article tracta sobre Tossal del Manco dels Prats de Rei. Vegeu-ne altres significats a «Tossal del Manco (Castelldans)». |

El Tossal del Manco és una muntanya de 684 metres que es troba entre els municipis de Pujalt, els Prats de Rei i Sant Martí Sesgueioles, a la comarca de l'Anoia.